# Cerithiopsis tarruellasi
Cerithiopsis tarruellasi là một loài ốc biển, động vật chân bụng trong họ Cerithiopsidae. Nó được Peñas and Rolán mô tả năm 2006.